# Linlithgow Burgh Halls

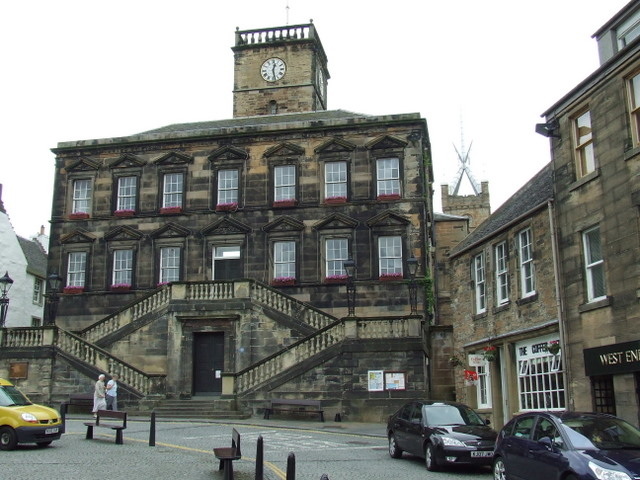
Linlithgow Burgh Halls

Bei den Linlithgow Burgh Halls handelt es sich um das Rathaus des Burgh Linlithgow in der schottischen Council Area West Lothian. 1971 wurde das Bauwerk in die schottischen Denkmallisten in der höchsten Kategorie A aufgenommen. Des Weiteren bildet es zusammen mit der nebenliegenden Old County Hall ein Denkmalensemble der Kategorie A.

## Geschichte
Um die Verteidigung von Linlithgow Palace zu erleichtern, ließ Oliver Cromwell im Jahre 1660 einen Vorgängerbau mit markantem, freistehendem Turm niederreißen. Wenige Jahre später wurde ein Neubau in Auftrag gegeben, für welchen ein Entwurf des königlichen Steinmetzes John Mylne im November 1667 abgesegnet wurde. Mylne verstarb jedoch im Folgemonat und ein neuer Entwurf von John Smith wurde im Januar des folgenden Jahres ausgewählt. Das Gebäude entstand schließlich zwischen 1668 und 1670. Der Glockenturm wurde erst 1678 hinzugefügt. Im Jahre 1807 wurde eine umfassende Umgestaltung vorgenommen. Eine weitere folgte 1848, nachdem das Gebäude im Vorjahr durch einen Brand schwer beschädigt worden war. Neun Jahre später wurden die Turmuhren installiert und 1906 die Loggia zugunsten des heutigen Treppenaufgangs entfernt. Zuletzt wurde 1962 die nebenliegende Old County Hall angegliedert, sodass ein durchgängiger Gebäudekomplex entstand.

## Beschreibung
Das zweistöckige Gebäude steht abseits der Main Street (A803) unweit des Linlithgow Palace mit der St Michael’s Church im Zentrum Linlithgows. Die südexponierte Frontseite ist sieben Achsen weit. Mittig befindet sich der Eingangsbereich, der ebenso wie die zwölfteiligen Sprossenfenster mit einem Dreiecksgiebel bekrönt ist. Die Fenstergestaltung an den jeweils zwei Achsen weiten Ost- und Westfassaden entspricht jener der Frontseite. In der Vergangenheit befand sich an der Westseite der Eingang zum Gefängnis. Später wurde er von der Feuerwehr genutzt und zuletzt zugunsten von Fenstern umgestaltet. An der Nordseite erhebt sich der sechsstöckige Glockenturm. Dieser ist ab dem dritten Geschoss ebenso wie die Südfassade aus Quadersteinen gemauert, während am restlichen Gebäude grob zu Quadern behauener Bruchstein zu einem ungleichmäßigen Schichtenmauerwerk verbaut wurde. An den West-, Süd- und Ostseiten sind Turmuhren installiert. Der flache Turm schließt mit einer umlaufenden Balustrade ab.